# Campeonato Paulista 1970
In 1970 werd het 69ste Campeonato Paulista gespeeld voor voetbalclubs uit de Braziliaanse staat São Paulo. De competitie werd georganiseerd door de FPF werd in twee delen gespeeld. De vijf grootste clubs (Santos, Palmeiras, São Paulo, Corinthians en Portuguesa) waren meteen voor de tweede fase geplaatst. Elf overgebleven clubs streden in een voorronde voor de andere vijf plaatsen. 
Het tweede deel van de competitie werd gespeeld van 28 juni tot 13 september. São Paulo FC werd kampioen. 

## Voorronde
| Plaats | Club                | Ptn. |
| ------ | ------------------- | ---- |
| 1.     | Guarani             | 27   |
| 2.     | Ferroviária         | 26   |
| 3.     | Botafogo            | 23   |
| 4.     | Ponte Preta         | 22   |
| 5.     | São Bento           | 22   |
| 6.     | Paulista            | 22   |
| 7.     | Comercial           | 20   |
| 8.     | Portuguesa Santista | 18   |
| 9.     | Juventus            | 15   |
| 10.    | América             | 13   |
| 11.    | XV de Piracicaba    | 12   |

|  | Gekwalificeerd voor hoofdcompetitie |

## Eindstand
| Plaats | Club        | Wed. | W  | G | V  | Saldo | Ptn. |
| ------ | ----------- | ---- | -- | - | -- | ----- | ---- |
| 1.     | São Paulo   | 18   | 12 | 3 | 3  | 29:15 | 27   |
| 2.     | Palmeiras   | 18   | 7  | 8 | 3  | 19:13 | 22   |
| 3.     | Ponte Preta | 18   | 7  | 8 | 3  | 17:14 | 22   |
| 4.     | Santos      | 18   | 8  | 5 | 5  | 34:21 | 21   |
| 5.     | Corinthians | 18   | 6  | 8 | 4  | 22:13 | 20   |
| 6.     | Portuguesa  | 18   | 6  | 6 | 6  | 18:17 | 18   |
| 7.     | Ferroviária | 18   | 6  | 5 | 7  | 14:23 | 17   |
| 8.     | Guarani     | 18   | 4  | 6 | 8  | 19:26 | 14   |
| 9.     | São Bento   | 18   | 3  | 5 | 10 | 15:26 | 11   |
| 10.    | Botafogo    | 18   | 2  | 4 | 12 | 14:33 | 8    |

## Kampioen
| Campeonato Paulista de 1970   |
| São Paulo                     |
| ----------------------------- |
| SÃO PAULO Kampioen (9° titel) |

## Topschutter
| Speler            | Speler            | Goals | Club      |
| ----------------- | ----------------- | ----- | --------- |
| Vlag van Brazilië | Toninho Guerreiro | 13    | São Paulo |